# بخش مونتوبان
بخش مونتوبان (به فرانسوی: Arrondissement de Montauban) یک بخش در فرانسه است که در تارن-ا-گارون واقع شده‌است.